# 泰緬戦争 (1765年-1767年)
泰緬戦争（たいめんせんそう）は、コンバウン王朝ミャンマーとアユタヤ王朝シャムの戦争。426年続いたアユタヤ王朝はこの戦争で完全に滅亡した。

## 経過
1761年から1763年にかけて、シャムは、当時ミャンマー領だったチェンマイの反乱とダウェイに住んでいたモン族の反乱を支援していたが。いずれもミャンマー軍に鎮圧されていた。兄、ナウンドージの死後即位したシンビューシンは1765年8月、ラーオ族、モン族、シャン族からの徴募兵を加えた大軍を編成して、テナセリムとラーンナーの2方面からシャムを攻撃した。ミャンマー軍は各地でシャム軍に勝利していったが、慎重を期して占領地からも募兵した事と、ミャンマーの将軍であるティハパテーが率いた軍勢が、今のシンブリー県にあったバーンラチャン村の村人たちの抵抗によって5ヶ月間足止めされたこともあり。アユタヤ王都を包囲したのは、進行開始1年後の1766年となっていた。

## アユタヤ陥落
シャム軍は包囲を破るために城外に打って出たが、野戦で大敗を喫した。それでもアユタヤの防備は固かったため、ミャンマー軍は雨季になっても包囲戦を続けなければいけなかった。この時期両軍の間で洪水になった川で水上戦が行われた。この時期ミャンマー側の大将であるマハノーラタが病死したが、それでもまだミャンマー軍は包囲をやめなかった。雨季が終わるとミャンマー軍は城壁周辺に土塁を築いて城壁越しに砲撃を加えた。この時期清国がミャンマーに侵攻してきたため、ミャンマー軍は二正面作戦を強いられていた。1767年4月、ミャンマー軍は城壁の下にトンネルを掘り、トンネルに火を放って城壁を崩し、城内に突入した。ミャンマー軍は略奪の限りを尽くしてアユタヤの街を破壊し、住民を捕虜として連れ去った。

## タークシン蜂起
アユタヤを攻略したミャンマー軍の主力は、北方から攻め込んできた清軍に対抗するため、すぐに北上して次の戦地に向かった。そのためアユタヤ王朝の旧領では各地の有力者たちが自立し、内戦の模様を呈するようになった。そんな中、チャンタブリーを拠点としたタークシンは1767年11月にアユタヤの街を奪還した。そしてミャンマーが清軍との戦いに追われている隙をついて、アユタヤ旧領を平定していった。1768年、旧アユタヤ領の統一を完了したタークシンは王位につきトンブリー王朝を開いた。